# بلیتز (فیلم)
بلیتز (به انگلیسی: Blitz) یک فیلم اکشن و دلهره‌آور بریتانیایی محصول سال ۲۰۱۱  به کارگردانی الیوت لستر، نویسندگی ناتان پارکر با بازی جیسون استاتهام، پدی کانسیداین، آیدان گیلن و دیوید موریسی است.  این فیلم بر اساس رمانی به همین نام نوشته کن بروئن است که شخصیت‌های تکرارشونده‌اش، گروهبان تام برانت و بازرس ارشد جیمز رابرتز را نشان می‌دهد.  داستان داستان یک افسر پلیس خشن را دنبال می‌کند که تلاش می‌کند قاتل زنجیره‌ای را دستگیر کند که افسران پلیس را در جنوب شرقی لندن می‌کشد.

## داستان
یک قاتل زنجیره‌ای افسران پلیس را در جنوب شرقی لندن هدف قرار می‌دهد. پس از اینکه دو پاسبان پلیس به ضرب گلوله کشته می‌شوند و بروس رابرتز رئیس بازرس به ضرب گلوله کشته می‌شود، جستجو برای شناسایی هویت قاتل آغاز می‌شود. گروهبان پورتر نش به شعبه پلیس جنوب شرق لندن منتقل می‌شود تا تحقیقات را رهبری کند، نش یک فرد خارجی است و به طور گسترده توسط افسران همکارش به دلیل همجنس گرایی آشکار مورد تمسخر قرار می‌گیرد. در کمال تعجب او یک متحد بعید را در گروهبان کارآگاه تام برانت که دارای سابقه حوادث خشونت آمیز است، پیدا می‌کند. در حالی که تحقیقات در حال انجام است، پی سی الیزابت فالز توسط یک دوست، یکی از اعضای باند جوان به نام متال، ملاقات می‌کند که می‌ترسد باند او واقعاً کسی را کشته باشد. فالز به او قول می‌دهد که اوضاع را بررسی کند، با بازرس کارآگاه کریگ استوکس تماس می‌گیرد، که موافقت می‌کند اگر فالز با او قرار ملاقات بگذارد به او کمک کند و ...

## تولید
فیلم در اوت ۲۰۱۰ در لندن فیلمبرداری شد.

## بازخوردها
این فیلم نقدهای متفاوتی از منتقدان دریافت کرد. در راتن تومیتوز این فیلم بر اساس نقدهای ۲۵ منتقد، ۴۸ درصد محبوبیت دارد. اجماع منتقدان وب‌سایت می‌گوید: «یک تریلر جنایی متوسط که عمدتاً از سکانس‌های آشنای خسته‌کننده‌ای جمع‌آوری شده است.